# Йон Арджинтяну
Йон (Йоан) Д. Арджинтяну (на румънски: Ion (Ioan) D. Arginteanu) е арумънски и румънски публицист и историк, виден деец на румънската пропаганда в Македония.

## Биография
Арджинтяну е роден около 1868 година във влашкото битолско село Гопеш, тогава в Османската империя, днес в Северна Македония. Учи в Румънския лицей в Битоля и го завършва в 1889 г. Преподава в лицея в учебните 1893/94 - 1896/97 и 1904/05.
В 1900 година издава в Букурещ вестник „Соареле“ - орган на румънските училища и църкви в Турция. Пише във вестник „Ромънул де ла Пинд“ (1903 - 1912). Редактор е на едно от най-сериозните арумънски издания - списание „Лумина“ (1903 - 1908), на което от 1905 година е директор. В 1909 - 1912 година редактира „Календарул Аромънеск“. Публикува в „Алманахул Аромънеск“ (1928).
В 1904 година Арджинтяну издава „История на македонските румънци от древността до наши дни“. В нея Арджинтяну пише, че е щастлив от разрушението на Москополе, защото „византийският културен център в Москополе щеше напълно да елинизира москополците и възможно всички румънци в околностите, ако не беше разрушен от албанците.“ В 1906 година издава на арумънски пиесата „Тъмнината и светлината“.
Умира в 1947 година.